# Park Hills (Kentucky)
Park Hills è un comune degli Stati Uniti d'America, situato nello Stato del Kentucky, nella Contea di Kenton.